# Stortjärnen (Råneå socken, Norrbotten, 736207-175427)
Stortjärnen är en sjö i Bodens kommun i Norrbotten och ingår i Råneälvens huvudavrinningsområde.